# Caetobriga
Caetobriga (auch Caetobrix, Catobriga oder Cetobriga; altgriechisch Καιτόβριε Kaitobrie) war eine römische Siedlung und Hafenstadt in der Provinz Lusitania, heute im Delta des Flusses Sado bei Setúbal im südlichen Portugal. Mit großer Wahrscheinlichkeit kommt der Name der Stadt Setúbal von Caetobriga. In der Nähe liegen Abul, Tróia und die Concheiros von Comporta.

## Geschichte
Bereits unter den Kelten und Phöniziern war dieser Ort ein Umschlagplatz für Salz aus den nahegelegenen Salinen des Sado sowie von Fisch, der im Atlantik gefangen wurde. Es wird sich um eine ibero-keltische Siedlung handeln. Das zeigt sich am Suffix „–briga“ der typisch ist für keltische Siedlungen auf der Iberischen Halbinsel, es finden sich mehr als 100 eisenzeitliche Orte mit diesem Namen. Unter den Römern wurde Caetobriga zu einem wichtigen Handelszentrum mit Hafen ausgebaut. Die Ruinen des Hafens von Caetobriga kennzeichnen den bisher größten gefundenen vorindustriellen Komplexes der Fischverarbeitung der Iberischen Halbinsel. Seit dem 1. Jahrhundert n. Chr. gab es hier bis zum Ende des 4. Jahrhunderts Aktivitäten.
Die Überreste der antiken Stadt, die im Jahre 412 durch eine Flutwelle zerstört und nicht wieder aufgebaut wurde, befinden sich auf einer Halbinsel im Bezirk Grândola gegenüber von Setúbal. Das Areal kann von der Hauptstraße her erreicht und besichtigt werden.